# Associazione Sportiva Calcio Viareggio 1978-1979
Questa voce raccoglie le informazioni riguardanti l'Associazione Sportiva Calcio Viareggio nelle competizioni ufficiali della stagione 1978-1979.

## Stagione
Prima stagione di Serie C2, equivalente al IV Livello (la serie D dell'anno precedente). Dura l'attimo dell'apparizione per poi retrocedere per molti anni (1990) nella Serie D, diventata V Livello. Serpeggia delusione nel presidente. Molta di più nei tifosi.

## Rosa
| N. |                   | Ruolo | Calciatore         |
| -- | ----------------- | ----- | ------------------ |
|    | Italia (bandiera) | D     | Marco Barsotti     |
|    | Italia (bandiera) |       | Massimo Benedetti  |
|    | Italia (bandiera) | P     | Stefano Bobbo      |
|    | Italia (bandiera) | C     | Luca Cantalupi     |
|    | Italia (bandiera) | C     | Mario Ceccatelli   |
|    | Italia (bandiera) | A     | Roberto Chiapponi  |
|    | Italia (bandiera) | A     | Romolo Ciardella   |
|    | Italia (bandiera) | D     | Carmelo Cuccureddu |
|    | Italia (bandiera) |       | Guido Da Valle     |
|    | Italia (bandiera) | P     | Claudio Fadoni     |
|    | Italia (bandiera) | C     | Luca Giannini      |

| N. |                   | Ruolo | Calciatore           |
| -- | ----------------- | ----- | -------------------- |
|    | Italia (bandiera) | A     | Emo Giannotti        |
|    | Italia (bandiera) | C     | Dionigi Grassi       |
|    | Italia (bandiera) | C     | Eugenio Neri         |
|    | Italia (bandiera) | A     | Stefano Noferi       |
|    | Italia (bandiera) |       | Giuliano Pessi       |
|    | Italia (bandiera) | D     | Giancarlo Petrangeli |
|    | Italia (bandiera) | D     | Pietro Romani        |
|    | Italia (bandiera) | C     | Gianni Tanello       |
|    | Italia (bandiera) | A     | Giovanni Toschi      |
|    | Italia (bandiera) | A     | Roberto Tosetti      |
|    | Italia (bandiera) | D     | Efrem Vitali         |

## Risultati

### Campionato

#### Girone di andata
| 1º ottobre 1978 1ª giornata | Viareggio | 2 – 0 | Montevarchi |  |

| 8 ottobre 1978 2ª giornata | Cerretese | 1 – 1 | Viareggio |  |

| 15 ottobre 1978 3ª giornata | Viareggio | 0 – 0 | Carrarese |  |

| 22 ottobre 1978 4ª giornata | Viareggio | 0 – 0 | Imperia |  |

| 29 ottobre 1978 5ª giornata | Savona | 3 – 1 | Viareggio |  |

| 5 novembre 1978 6ª giornata | Viareggio | 1 – 0 | Siena |  |

| 12 novembre 1978 7ª giornata | Massese | 1 – 1 | Viareggio |  |

| 19 novembre 1978 8ª giornata | Viareggio | 0 – 0 | Albese |  |

| 26 novembre 1978 9ª giornata | Sangiovannese | 1 – 0 | Viareggio |  |

| 3 dicembre 1978 10ª giornata | Viareggio | 1 – 0 | Civitavecchia |  |

| 10 dicembre 1978 11ª giornata | Olbia | 0 – 2 | Viareggio |  |

| 17 dicembre 1978 12ª giornata | Viareggio | 1 – 3 | Sanremese |  |

| 30 dicembre 1978 13ª giornata | Grosseto | 2 – 0 | Viareggio |  |

| 7 gennaio 1979 14ª giornata | Viareggio | 1 – 3 | Prato |  |

| 14 gennaio 1979 15ª giornata | Derthona | 1 – 0 | Viareggio |  |

| 21 gennaio 1979 16ª giornata | Montecatini | 2 – 1 | Viareggio |  |

| 28 gennaio 1979 17ª giornata | Viareggio | 2 – 2 | ALMAS |  |

#### Girone di ritorno
| 4 febbraio 1979 18ª giornata | Montevarchi | 1 – 0 | Viareggio |  |

| 11 febbraio 1979 19ª giornata | Viareggio | 4 – 2 | Cerretese |  |

| 18 febbraio 1979 20ª giornata | Carrarese | 2 – 1 | Viareggio |  |

| 25 febbraio 1979 21ª giornata | Imperia | 3 – 1 | Viareggio |  |

| 4 marzo 1979 22ª giornata | Viareggio | 1 – 0 | Savona |  |

| 11 marzo 1979 23ª giornata | Siena | 0 – 0 | Viareggio |  |

| 25 marzo 1979 24ª giornata | Viareggio | 0 – 2 | Massese |  |

| 1º aprile 1979 25ª giornata | Albese | 1 – 0 | Viareggio |  |

| 8 aprile 1979 26ª giornata | Viareggio | 0 – 0 | Sangiovannese |  |

| 22 aprile 1979 27ª giornata | Civitavecchia | 4 – 1 | Viareggio |  |

| 29 aprile 1979 28ª giornata | Viareggio | 3 – 0 | Olbia |  |

| 6 maggio 1979 29ª giornata | Sanremese | 1 – 0 | Viareggio |  |

| 13 maggio 1979 30ª giornata | Viareggio | 0 – 1 | Grosseto |  |

| 20 maggio 1979 31ª giornata | Prato | 1 – 1 | Viareggio |  |

| 27 maggio 1979 32ª giornata | Viareggio | 0 – 0 | Derthona |  |

| 3 giugno 1979 33ª giornata | Viareggio | 0 – 2 | Montecatini |  |

| 9 giugno 1979 34ª giornata | ALMAS | 1 – 0 | Viareggio |  |